# Notorious (Soundtrack)
Notorious (Music from and Inspired by the Original Motion Picture Notorious) ist das Soundtrack-Album zum Film Notorious B.I.G. Es wurde am 9. Januar 2009 über das Label Bad Boy Entertainment veröffentlicht. Der Großteil der Lieder des Albums stammt von dem Rapper The Notorious B.I.G., um dessen Biografie sich die Handlung des Films dreht.

## Inhalt
Die auf dem Album enthaltenen Lieder sind zum Großteil zuvor veröffentlichte Singles und Tracks aus bereits erschienenen Alben des Rappers The Notorious B.I.G. Diese sind Ready to Die (zwei Songs), Life After Death (fünf Stücke), Born Again (ein Titel) und Greatest Hits (ein Lied). Außerdem ist mit Party and Bullshit die allererste, 1993 veröffentlichte Single des Rappers enthalten. Zudem befinden sich drei zuvor unveröffentlichte Demo-Versionen (Microphone Murderer, Guaranteed Raw, Love No Ho) und ein Remix zum Song One More Chance / The Legacy auf dem Soundtrack. An weiteren drei Tracks ist The Notorious B.I.G. selbst nicht beteiligt.

## Produktion
An der Produktion des Albums waren viele verschiedene Produzenten beteiligt. Als Executive Producer sind Sean Combs, Voletta Wallace (die Mutter von The Notorious B.I.G.), Mark Pitts und The Notorious B.I.G. selbst angegeben. Sean Combs ist auch mit sechs Produktionen an den meisten Instrumentals beteiligt. Die Beats der drei Demo-Versionen stammen von The Hitman DJ 50 Gran und je zwei Instrumentals wurden von Easy Mo Bee sowie Rashad Smith produziert. Außerdem zeichnen für je einen Beat unter anderem Poke, DJ Premier und Kanye West verantwortlich. Der Titel The Notorious Theme wurde von Danny Elfman komponiert. Einige Produzenten des Albums gehören zum Produzententeam The Hitmen.
Viele Lieder enthalten Samples von Songs anderer Künstler.

## Covergestaltung
Das Albumcover ist in dunkelblauen Farbtönen gehalten. Es zeigt Jamal Woolard, den Schauspieler, der im Film The Notorious B.I.G. spielt, von der rechten Seite. Er trägt eine Sonnenbrille und einen Hut, an den er sich mit seiner linken Hand greift. Im unteren Teil des Bildes befinden sich die Schriftzüge Notorious in Gold und music from and inspired by the original motion picture in Weiß.

## Gastbeiträge
Auf drei der 17 Lieder ist The Notorious B.I.G. selbst nicht zu hören. So ist Brooklyn Go Hard eine Zusammenarbeit des Rappers Jay-Z und der Sängerin Santigold, während Letter to B.I.G. eine Kollaboration des Rappers Jadakiss mit der Sängerin Faith Evans darstellt. Die Komposition The Notorious Theme ist ein reines Instrumentalstück. Bei sieben der weiteren 14 Songs sind neben The Notorious B.I.G. andere Künstler zu hören. So ist bei Juicy die Girlgroup Total vertreten und in Hypnotize singt Pamela Long, ein Mitglied dieser Gruppe, den Refrain. Weitere Gastsängerinnen sind Faith Evans und Mary J. Blige im Song One More Chance / Stay with Me (Remix). Erstere singt außerdem den Refrain des Stücks One More Chance / The Legacy (Remix), auf dem auch Christopher Wallace Junior, der Sohn von The Notorious B.I.G. vertreten ist. Der Track Notorious Thugs stellt eine Kollaboration mit der Rapgruppe Bone Thugs-N-Harmony dar. The Notorious B.I.G.s Entdecker Puff Daddy ist außerdem im Titel Notorious B.I.G. neben der Rapperin Lil’ Kim zu hören und hat in The World Is Filled… gemeinsam mit dem Sänger Carl Thomas sowie dem Rapper Too Short einen weiteren Gastbeitrag.

## Titelliste
| #  | Titel                                  | Gastbeiträge                                          | Produzent                        | Länge | Album                              |
| -- | -------------------------------------- | ----------------------------------------------------- | -------------------------------- | ----- | ---------------------------------- |
| 1  | Notorious Thugs                        | Bone Thugs-N-Harmony                                  | Stevie J und Sean Combs          | 6:05  | Life After Death                   |
| 2  | Hypnotize                              | Pamela Long                                           | D-Dot, Amen-Ra und Sean Combs    | 3:49  | Life After Death                   |
| 3  | Notorious B.I.G.                       | Lil’ Kim und Puff Daddy                               | Prestige                         | 3:12  | Born Again                         |
| 4  | Juicy                                  | Total                                                 | Poke und Sean Combs (Co)         | 5:01  | Ready to Die                       |
| 5  | Party and Bullshit                     |                                                       | Easy Mo Bee                      | 3:37  | Soundtrack zum Film Who’s the Man? |
| 6  | Warning                                |                                                       | Easy Mo Bee                      | 3:39  | Ready to Die                       |
| 7  | One More Chance / Stay with Me (Remix) | Faith Evans und Mary J. Blige                         | Rashad Smith und Sean Combs (Co) | 4:28  | Greatest Hits                      |
| 8  | Brooklyn Go Hard                       | Jay-Z feat. Santigold, ohne The Notorious B.I.G.      | Kanye West und Plain Pat         | 3:58  | zuvor unveröffentlicht             |
| 9  | Letter to B.I.G.                       | Jadakiss feat. Faith Evans, ohne The Notorious B.I.G. | Needlz                           | 4:00  | zuvor unveröffentlicht             |
| 10 | Kick in the Door                       |                                                       | DJ Premier                       | 3:34  | Life After Death                   |
| 11 | What’s Beef?                           |                                                       | Nashiem Myrick und Six July      | 5:12  | Life After Death                   |
| 12 | The World Is Filled…                   | Carl Thomas, Puff Daddy und Too Short                 | D-Dot und Sean Combs (Co)        | 4:55  | Life After Death                   |
| 13 | One More Chance / The Legacy (Remix)   | Christopher Wallace Junior und Faith Evans            | Rashad Smith und Sean Combs (Co) | 4:30  | zuvor unveröffentlicht             |
| 14 | The Notorious Theme                    | ohne The Notorious B.I.G.                             | Danny Elfman                     | 2:06  | zuvor unveröffentlicht             |
| 15 | Microphone Murderer (Demo)             |                                                       | The Hitman DJ 50 Gran            | 2:04  | zuvor unveröffentlicht             |
| 16 | Guaranteed Raw (Demo)                  |                                                       | The Hitman DJ 50 Gran            | 3:41  | zuvor unveröffentlicht             |
| 17 | Love No Ho (Original Demo Version)     |                                                       | The Hitman DJ 50 Gran            | 3:55  | zuvor unveröffentlicht             |

## Rezeption
| Professionelle Bewertungen | Professionelle Bewertungen |
| -------------------------- | -------------------------- |
| Kritiken                   |                            |
| Quelle                     | Bewertung                  |
| laut.de                    | [ 3 ]                      |
| Rolling Stone              | [ 4 ]                      |
| allmusic                   | [ 5 ]                      |
| RapReviews                 | [ 6 ]                      |

Dani Fromm von laut.de bewertete den Soundtrack mit vier von möglichen fünf Punkten. Die enthaltenen Lieder von The Notorious B.I.G. werden als „alltime classics“ bezeichnet und hätten „ungeachtet der bis zu 15 Jahre, die sie auf dem Buckel haben, keinerlei Spinnweben angesetzt.“ Zudem biete das Album „viel Mehrwert“ in Form der Songs von Jay-Z, Santigold, Jadakiss und Faith Evans sowie einigen Demo-Versionen.

## Chartplatzierungen und Verkaufszahlen
Das Soundtrack-Album erreichte Platz 4 in den Charts der Vereinigten Staaten und konnte sich neun Wochen in den Top 200 halten. Bis Mitte März 2009 verkaufte sich das Album etwa 125.000 Mal in den USA.